# Station Modane
Station Modane is een spoorwegstation in de Franse gemeente Modane.